# Stopa końsko-szpotawa

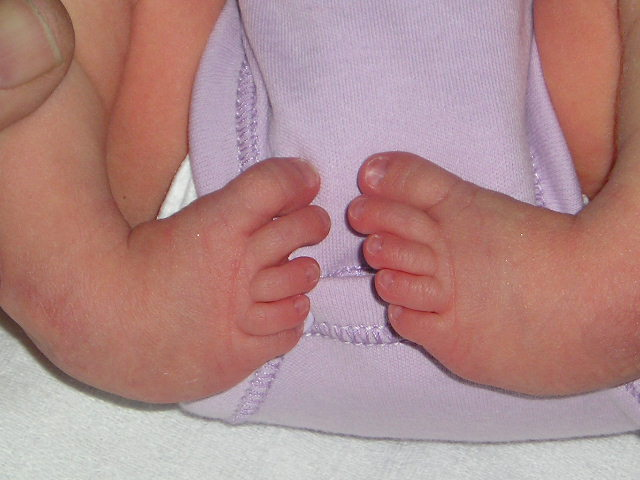
Stopa końsko-szpotawa obustronna.

Stopa końsko-szpotawa (łac. talipes equinovarus, ang. club foot) – wada wrodzona, polegająca na utrwalonym zgięciu podeszwowym stopy i przywiedzeniu przodostopia. Jest to wada o charakterze deformacji, w około 50% przypadków spowodowana przez malformacje kostne. Nie do końca jasna jest etiologia zmian.

## Etiologia
Wykazano, że czynnikami ryzyka stopy końsko-szpotawej są: palenie tytoniu oraz przyjmowanie ecstasy (MDMA) przez matki w ciąży.

## Obraz kliniczny
Stopa końsko-szpotawa to wynik obrazu kilku nakładających się na siebie wad i dopiero ich wspólne wystąpienie świadczy o rozpoznaniu.
- ustawienie końskie
- szpotawe ustawienie i odwrócenie (głównie okolicy pięty)
- przywiedzenie przodostopia
- nadmierne wydrążenie łuku podłużnego stopy
- ewentualnie: wewnętrzna torsja goleni